# Ruben
Ruben ist ein männlicher Vorname, der auch als Familienname vorkommt.

## Herkunft und Bedeutung
Der Name Ruben geht auf den hebräischen Namen רְאוּבֵן rəʾūwēn zurück. Es handelt sich dabei entweder um einen Ersatznamen, der auf die Wurzel RʾB „ersetzen, reparieren, richtigstellen“ zurückgeht, oder um einen Begrüßungsnamen, der sich aus den Elementen ראה rʾh „sehen“ und בֵּן bēn „Sohn“ zusammensetzt und „seht, ein Sohn!“ bedeutet.
Im Alten Testament ist Ruben einer der 12 Söhne Jakobs.

## Verbreitung
Ruben ist in Armenien (Rang 36, Stand 2020), Spanien (Rang 53, Stand 2020) und Portugal (Rang 56, Stand 2018) ein populärer Name. In den Niederlanden gehörte er mehrere Jahre lang zu den beliebtesten Jungennamen. Mittlerweile sank die Beliebtheit dort, im Jahr 2021 belegte der Name Rang 51 in den Hitlisten.
In Deutschland wird der Name seit den 1980er Jahren regelmäßig vergeben, jedoch gelang ihm nie der Aufstieg in die Liste der 100 beliebtesten Jungennamen. Im Jahr 2021 belegte Ruben Rang 271 der Vornamenscharts.

## Varianten
- Armenisch: Ռուբեն Rouben
- Deutsch: Rouwen, Ruwen, Rouven, Ruven
- Englisch: Reuben
- Estnisch: Ruuben
- Finnisch: Ruuben
- Griechisch: Ῥουβήν Rubēn, Rhubēn
- Hebräisch: רְאוּבֵן rəʾūwēn
- Kirchenslawisch: Рꙋбимъ Ruvimu, Ruwimu
- Portugiesisch: Rúben
  - Brasilien: Rubem
- Russisch: Рувим Ruvim, Ruwim
- Spanisch: Rubén
  - Katalanisch: Rubèn
- Ukrainisch: Рувім Ruvim, Ruwim

## Namenstag
Der Namenstag von Ruben wird am 11. Dezember gefeiert.

## Namensträger

### Vorname

#### Historische Personen
- Ruben (Bibel), Ältester der zwölf Söhne Jakobs
- Ruben (Armenien), Reichsgründer und erster Fürst von Kleinarmenien
- Ruben II. (Armenien) (um 1165–1170), Fürst von Kleinarmenien
- Ruben III. (Armenien) († 1187), Fürst von Kleinarmenien
- Raimund II. Ruben von Antiochia (um 1195–1222), Fürst von Antiochia

#### Ruben
- Rubén Ayala (* 1950), argentinischer Fußballspieler und -trainer
- Rubén Baraja (* 1975), spanischer Fußballspieler
- Rubén Bautista, mexikanischer Poolbillardspieler
- Rubén Blades (* 1948), panamaischer Sänger, Schauspieler und Politiker
- Ruben Blommaert (* 1992), belgisch-deutscher Eiskunstläufer
- Rubén Botta (* 1990), argentinisch-italienischer Fußballspieler
- Ruben Brainin (1862–1939), russisch-US-amerikanischer Schriftsteller und Literaturkritiker
- Rubén Castellanos (* 1997), guatemaltekischer Badmintonspieler
- Rubén Darío (1867–1916), nicaraguanischer Schriftsteller und Diplomat
- Rubén Dubrovsky (* 1968), argentinisch-italienischer Dirigent und Multiinstrumentalist
- Rubén Farfán (* 1991), chilenischer Fußballspieler
- Ruben Gabrielsen (* 1992), norwegischer Fußballspieler
- Rubén Galván (1952–2018), argentinischer Fußballspieler
- Ruben Gerczikow (* 1997), deutscher Publizist und Autor
- Rubén González (Fußballspieler, 1927) (1927–2002), chilenischer Fußballspieler
- Rubén González (Pianist) (1919–2003), kubanischer Pianist
- Rubén González Ávila, kubanischer Gitarrist und Musikpädagoge
- Rubén González Rocha (Rubén; * 1982), spanischer Fußballspieler
- Rubén Adán González (* 1939), uruguayischer Fußballspieler
- Rubén Antonio González Medina (* 1949), puerto-ricanischer Priester, Bischof von Caguas
- Rubén Oscar González (* 1962), argentinischer Rennrodler
- Rubén Tierrablanca González (1952–2020), mexikanischer Geistlicher, Apostolischer Vikar von Istanbul
- Ruben Gunawan (1968–2005), indonesischer Schachspieler
- Ruben Jille (* 1996), niederländischer Badmintonspieler
- Rubén Juárez (1947–2010), argentinischer Musiker und Komponist
- Ruben Markussen (* 1995), norwegischer Sänger
- Rubén Martínez (Fußballspieler, 1977) (* 1977), spanischer Fußballspieler
- Rubén Martínez (Fußballspieler, 1984) (* 1984), spanischer Fußballtorwart
- Rubén Miño (* 1989), spanischer Fußballtorwart
- Rubén Olivares (* 1947), mexikanischer Boxer
- Rubén Olivera (* 1983), uruguayischer Fußballspieler
- Rubén Olmo (* 1980), spanischer Tänzer und Choreograf
- Rubén Pagnanini (* 1949), argentinischer Fußballspieler
- Rubén Pardo (* 1992), spanischer Fußballspieler
- Ruben Popa (* 1989), rumänischer Fußballspieler
- Ruben Rausing (1895–1983), schwedischer Unternehmer
- Rubén de la Red (* 1985), spanischer Fußballspieler
- Rubén Rivera (* 1985), spanischer Fußballspieler
- Rubén Rochina (* 1991), spanischer Fußballspieler
- Ruben Rupp (* 1990), deutscher Politiker (AfD)
- Rubén Ruzafa (* 1984), spanischer Mountainbikefahrer und Triathlet
- Ruben Salazar (Journalist) (1928–1970), amerikanischer Journalist
- Rubén Salazar Gómez (* 1942), kolumbianischer römisch-katholischer Geistlicher
- Ruben Santiago-Hudson (* 1956), US-amerikanischer Schauspieler
- Rupen Sevag (1885–1915), osmanisch-armenischer Dichter, Schriftsteller und Arzt
- Rubén Sosa (Fußballspieler) (* 1966), uruguayischer Fußballspieler
- Rubén Héctor Sosa (1936–2008), argentinischer Fußballspieler
- Ruben Storck (* 2004), deutscher Schauspieler
- Rubén Suñé (1947–2019), argentinischer Fußballspieler
- Ruben Svensson (* 1953), schwedischer Fußballspieler
- Ruben Um Nyobè (1913–1958), kamerunischer Politiker und Gewerkschafter
- Rubén Vargas (* 1998), Schweizer Fußballspieler
- Ruben Visser (* 1989), niederländischer Pokerspieler
- Rubén Xaus (* 1978), spanischer Motorradrennfahrer
- Ruben Zepuntke (* 1993), deutscher Triathlet und Radrennfahrer

#### Reuben
- Reuben Acquah (* 1996), ghanaischer Fußballspieler
- Reuben Ainsztein (1917–1981), polnisch-britischer Journalist und Publizist
- Reuben Arthur (* 1996), britischer Sprinter (100-Meter-Lauf)
- Reuben Brown (1939–2018), US-amerikanischer Jazzmusiker (Piano, E-Piano, Komposition)
- Reuben Epp (1920–2009), plautdietscher Autor
- Reuben Fenton (1819–1885), US-amerikanischer Politiker
- Reuben Fine (1914–1993), US-amerikanischer Schachspieler
- Reuben Foster (* 1994), US-amerikanischer American-Football-Spieler
- Reuben Gauci (* 1983), maltesischer Fußballspieler
- Reuben Goodstein (1912–1985), britischer Mathematiker
- Reuben Hecht (1909–1993), israelisch-schweizerischer Unternehmer und politischer Berater
- Reuben Hersh (1927–2020), US-amerikanischer Mathematiker
- Reuben Hill (1912–1985), US-amerikanischer Soziologe
- Reuben Hoch (* 1959), US-amerikanischer Jazzmusiker (Schlagzeug, Komposition) und Arzt
- Reuben Leon Kahn (1887–1979), US-amerikanischer Immunologe
- Reuben Kosgei (* 1979), kenianischer Mittel- und Langstreckenläufer
- Reuben Mattus (1913–1994), US-amerikanischer Unternehmer
- Reuben Morgan (* 1975), australischer Komponist und Musiker
- Reuben Ottenberg (1882–1959), US-amerikanischer Arzt und Hämatologe
- Reuben Pace (* 1974), maltesischer Komponist
- Reuben Radding (* 1966), US-amerikanischer Jazzbassist, Komponist, Musikpädagoge und Toningenieur
- Reuben Roddy (1906–1959), US-amerikanischer Jazzmusiker
- Reuben Rogers (* 1974), US-amerikanischer Jazzmusiker (Kontrabass, Bassgitarre, auch Komposition)
- Reuben Sallmander (* 1966), schwedischer Schauspieler.
- Reuben Gold Thwaites (1853–1913), US-amerikanischer Bibliothekar und Historiograph
- Reuben Archer Torrey (1856–1928), US-amerikanischer Erweckungsprediger und Theologe
- Reuben H. Tucker (1911–1970), US-amerikanischer Zwei-Sterne-General
- Reuben Wilson (1935–2023), US-amerikanischer Soul-Jazz-Organist

#### Rubem
- Rubem Alves (1933–2014), brasilianischer Theologe
- Rubem Braga (1913–1990), brasilianischer Diplomat, Jurist, Journalist und Schriftsteller
- Rubem Antônio Corrêa Barbosa (* 1952), brasilianischer Diplomat
- Rubem Dantas (* 1954), brasilianischer Musiker
- Rubem César Fernandes (* 1943), brasilianischer Philosoph und Schriftsteller
- Rubem Fonseca (1925–2020), brasilianischer Schriftsteller

### Familienname
- Aarne Ruben (* 1971), estnischer Schriftsteller und Semiotiker
- Bradley Ruben (* 1986), US-amerikanischer Pokerspieler
- Christian Ruben (1805–1875), deutscher Maler und Glasmaler
- Emmi Ruben (1875–1955), deutsche Kunstsammlerin und Mäzenin
- Ernst Ruben (1880–1944), deutscher Richter
- Franz Ruben (1842–1920), österreichischer Historien-, Genre- und Landschaftsmaler
- Gunnhild Ruben (1926–2012), deutsche Architektin und Heimatforscherin
- Jorge Rubén Lugones (* 1952), argentinischer Priester, Bischof von Lomas de Zamora
- Joseph Ruben (* 1950), US-amerikanischer Filmregisseur
- Josh Ruben (* 1983), US-amerikanischer Schauspieler, Regisseur und Produzent
- Leonhard Ruben (1551–1609), deutscher Ordensgeistlicher, Präsident der Bursfelder Kongregation
- Manuela Ruben (* 1964), deutsche Eiskunstläuferin
- Marco Ruben (* 1986), argentinischer Fußballspieler
- Mario Ruben (* 1968), deutscher Chemiker und Universitätsprofessor
- Martha Ruben-Wolf (1887–1939), deutsche Ärztin und Autorin
- Paul Ruben (1866–1943), Klassischer Philologe und Bibelwissenschaftler
- Peter Ruben (1933–2024), deutscher Philosoph
- Sam Ruben (1913–1943), US-amerikanischer Chemiker
- Samuel Ruben (1900–1988), US-amerikanischer Erfinder
- Tanel Ruben (* 1970), estnischer Jazzmusiker
- Walter Ruben (1899–1982), deutscher Indologe und Ethnologe

### Künstlername
- Jan Rouven (Jan Rouven Füchtener; * 1977), deutscher Zauberkünstler
- Spookey Ruben (Alan Deil; * 19**), kanadischer Musiker, Komponist und Videoregisseur